# Schlacht am Trasimenischen See
Saguntum – Lilybaeum II – Rhone – Ticinus – Trebia – Cissa – Trasimenischer See – Ager Falernus – Geronium – Cannae – Nola I – Nola II – Ibera – Cornus – Nola III – Beneventum I – Syrakus – Tarentum I – Capua I – Beneventum II – Silarus – Herdonia I – Obere Baetis – Capua II – Herdonia II – Numistro – Asculum – Tarentum II – Neu Karthago – Baecula – Grumentum – Metaurus – Ilipa – Crotona – Große Felder – Cirta – Zama
Bei der Schlacht am Trasimenischen See im Frühjahr 217 v. Chr. während des Zweiten Punischen Krieges schlug der karthagische Feldherr Hannibal zwei römische Heere vernichtend. Ihre Einzelheiten wurden durch die Schriften des antiken römischen Geschichtsschreibers Titus Livius und des griechischen Historikers Polybios überliefert. Quellen aus karthagischer Sicht sind nicht bekannt.

## Der geschichtliche Rahmen
Die Punischen Kriege waren Machtkämpfe um die Vorrangstellung im westlichen Mittelmeerraum. Die Kontrahenten waren das Punische Reich mit seiner Hauptstadt Karthago sowie das Römische Reich, das zum Beginn dieser Kriege erst im Aufbau war und in erster Linie ein Bündnissystem der Stadt Rom mit umliegenden Stämmen darstellte.
Der Erste Punische Krieg endete im Jahre 241 v. Chr. mit der Niederlage der Karthager in der Schlacht bei den Ägatischen Inseln. Karthago verlor damit seine Besitzungen auf Sizilien. In der Folge wurden Sizilien, Korsika und Sardinien zu römischen Provinzen. Ungeachtet seiner Niederlage konnte Karthago dagegen die Vorherrschaft auf der Iberischen Halbinsel ausbauen und begann im April 218 v. Chr. von dort aus seinen Feldzug gegen die Römer. Der Anlass war, dass Karthago die Forderung der Römer, Hannibal wegen einer angeblichen Vertragsverletzung auszuliefern, ablehnte und Rom Karthago den Krieg erklärte.

## Die Ereignisse vor der Schlacht

### Der Zug durch die Iberische Halbinsel und die Überquerung der Alpen
Hannibal wählte für seinen Angriff auf Rom den Landweg; karthagische Kundschafter hatten zuvor die Gebiete erkundet, durch die das karthagische Heer ziehen würde, und mit den Gallierstämmen den freien Durchzug des punischen Heeres ausgehandelt. Einige keltische Stämme hatten sogar Unterstützung im Kampf gegen Rom zugesagt. Auch die Überquerung der Alpen schien den Kundschaftern möglich.
| Lage des Trasimenischen Sees (roter Kreis) |

Mit einer Armee bestehend aus 50.000 Mann, 9000 Reitern und 37 Kriegselefanten überquerte Hannibal die Pyrenäen, zog dann zur Rhone, durchquerte das heutige Südfrankreich und erreichte wahrscheinlich im späten Oktober 218 v. Chr. die Alpen, die er in 15 Tagen überquerte. Der Historiker Nigel Bagnall schätzt, dass nach der Alpenüberquerung Hannibals Heer noch aus 34.000 Mann bestand. Die Verkleinerung des Heeres ist nicht nur auf Verluste durch verschiedene kleinere Auseinandersetzungen mit römerfreundlichen Stämmen und auf die strapaziöse Alpenüberquerung zurückzuführen; eine Reihe von karthagischen Soldaten wurde auch auf die Iberische Halbinsel zurückgesandt, weil ihre Militärzeit endete. Einige desertierten, andere Soldaten wurden entlang der Wegstrecke postiert. (Lit.: Bagnall, S. 223 f.)
Hannibals Vormarsch war den Römern bekannt. Da Hannibal mit seiner Apenninüberquerung warten musste, bis der Winter vorbei war, hatten die Römer ausreichend Zeit, sich mit zwei Armeen in der Nähe der Städte Ariminium (heute: Rimini) und Arretium (heute: Arezzo) zu postieren. Ziel dieser Aufstellung war es, Hannibals Streitmacht dort zu stellen und mit beiden Heeren in die Zange zu nehmen und aufzureiben. Die beiden Heere wurden von den beiden Konsuln jenes Jahres, Gnaeus Servilius Geminus und Gaius Flaminius, angeführt.
Zu einem ersten kurzen Gefecht zwischen karthagischen und römischen Truppen war es bereits im November 218 v. Chr. am Fluss Ticinus gekommen. Die zweite militärische Konfrontation hatte im Dezember 218 v. Chr. am Fluss Trebia stattgefunden. Hier erzielte Hannibal seinen ersten großen Sieg gegen die Römer, bei dem zahlreiche römische Soldaten ums Leben kamen. Wenn es auch über die Schlacht am Trasimenischen See keine karthagischen Berichte gibt, so doch aber wohl über die Schlacht an der Trebia. Sie ergeben aber erst dann einen Sinn, wenn man sie mit römischen Bulletins vergleicht.
Nach diesem Sieg nutzte Hannibal seine numidische Reiterei, um die letzten Bastionen der Römer in der Po-Ebene zu gewinnen, und eroberte mit Victumulae einen römischen Handelsstützpunkt nahe Placentia. Livius berichtet von grausamen Plünderungen durch Hannibals Truppen. Da dieser bis dahin durchgängig mit einer Politik der Milde versucht hatte, römische Bundesgenossen auf seine Seite zu ziehen, wird es von heutigen Historikern für möglich gehalten, dass dies eine Übertreibung oder gar Erfindung des römischen Historikers war.
Der einbrechende Winter verzögerte Hannibals weitere Truppenbewegungen.

### Die Überquerung des Apennin
Durch Späher war Hannibal über den Aufmarsch der beiden römischen Heere informiert. Um der gefährlichen Situation zu entgehen, überraschte er die römischen Strategen ein weiteres Mal: Er überquerte den Apennin Anfang 217 v. Chr. beim ersten Anzeichen von Frühling, also weit bevor die Pässe sicher waren, wobei er nicht die übliche Route nahm, wo ihn der römische Konsul Flaminius mit seinen Truppen erwartete, sondern eine Strecke über Faesulum (heute Fiesole). Nach der Passüberquerung schwächten die Hochwasser führenden Flüsse und die Frühjahrsüberschwemmungen durch die Schneeschmelze seine Streitmacht weiter, dabei verlor er eine große Zahl von Soldaten sowie – bis auf einen – alle Elefanten. Den qualvollen Marsch von Hannibals Truppen durch die Sümpfe des Arno haben der römische Historiker Livius und der griechische Historiker Polybios ziemlich gleichlautend überliefert, wobei Livius’ Beschreibung das karthagische Heer nicht objektiv darstellt:
Obwohl sich ihm ein anderer längerer, doch bequemerer Weg zeigte, schlug [Hannibal] den näheren Weg durch die Sümpfe ein, wo der Fluss Arno in diesen Tagen stärker als gewöhnlich über die Ufer getreten war. Den Spaniern und Afrern – diese waren die gesamte Kerntruppe seines altgedienten Heeres – befahl er, die Spitze zu übernehmen ... Die Gallier sollten folgen, damit sie die Mitte des Heerzuges bildeten, und als letzte sollten die Reiter ziehen. Danach sollte Mago mit seinen Numidern ohne Gepäck den Zug abschließen und dabei besonders die Gallier zusammenhalten, wenn sie des langen, mühseligen Weges überdrüssig auseinanderlaufen oder Halt machen wollten. Denn dieses Volk ist solchen Strapazen gegenüber weichlich. [...] Am meisten von allem rieb sie das Wachbleiben auf, das sie schon vier Tage und drei Nächte hatten ertragen müssen. Da alles die Wassermassen bedeckten und sich nichts finden ließ, wo sie auf trockenem Grund ihre müden Leiber hätten ausstrecken können, türmten sie Gepäck im Wasser aufeinander und legten sich darauf.
Doch die Überraschung war gelungen: Die beiden noch nicht einsatzbereiten römischen Heere konnten den Vormarsch nicht verhindern und mussten der karthagischen Streitmacht nacheilen, die auf dem Durchmarsch nach Rom war.

### Der Weg durch Etrurien

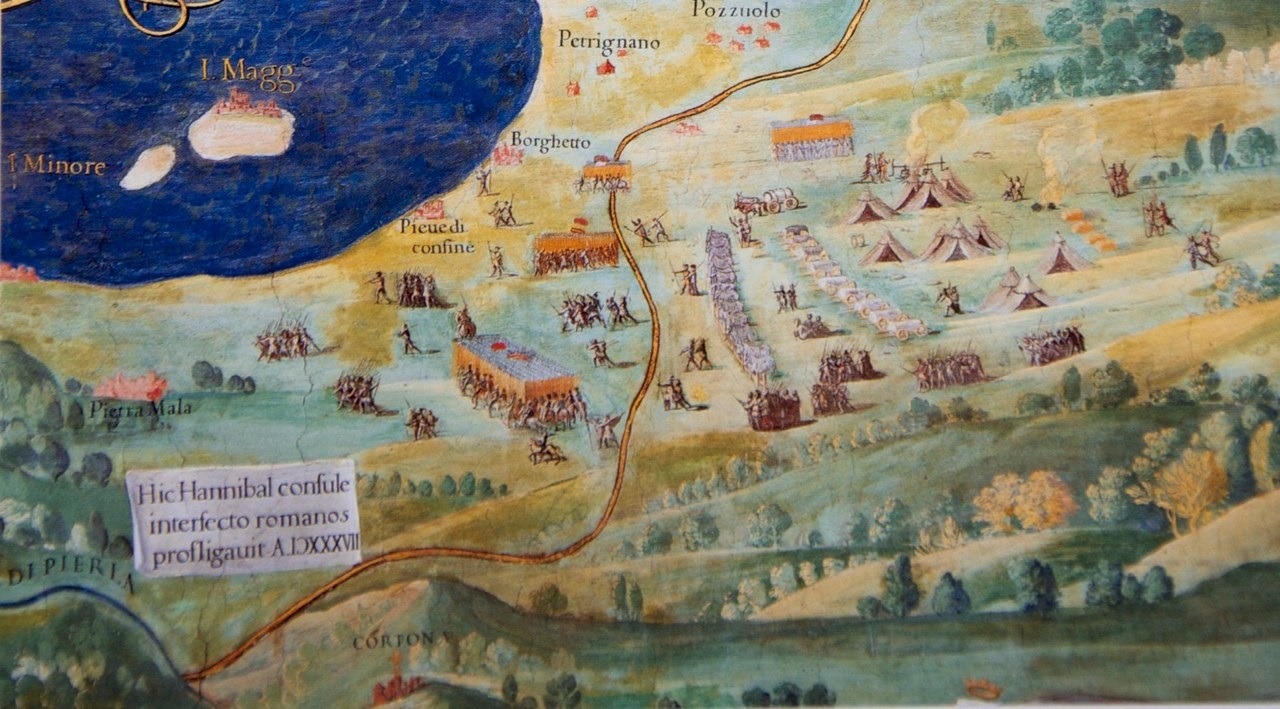
Schlacht am Trasimenischen See (Galerie der Landkarten, Vatikanische Museen, Rom)

Etrurien, das Land zwischen Arno und Tiber, war zum damaligen Zeitpunkt ein wichtiger Bündnispartner Roms. Es diente auch als Pufferzone gegen Invasoren aus dem Norden. Beim Durchmarsch durch Etrurien behielt Hannibal seine anfängliche Politik der Milde gegenüber Bundesgenossen der Römer bei; mit dem Erreichen von Arretium jedoch änderte sich das Vorgehen der punischen Truppe. Es kam zu Plünderungen und zu Verwüstungen von Feldern und Bauernhöfen. Dies kann sowohl eine Reaktion auf Forderungen nach Kriegsbeute durch punische Truppenteile zurückzuführen sein als auch bewusste Politik Hannibals, um die Versorgung der römischen Truppen zu erschweren und um Flaminius zu einem Angriff zu provozieren. Tatsächlich setzte der römische Truppenteil unter Leitung des Konsuls Flaminius Hannibals Truppen nach, ohne auf eine Truppenverstärkung durch den Teil des römischen Heeres zu warten, der unter der Leitung des Konsuls Servilius stand. Hannibals bisherige Truppenbewegungen legten außerdem nahe, dass er sich auf dem direkten Vormarsch in Richtung Rom befand. Auch dies musste Flaminius und seine Truppen dazu zwingen, sich so rasch wie möglich Hannibals Heer zu stellen.
Von den Plünderungen und Verwüstungen durch Hannibals Truppen unberührt blieb dagegen die Stadt Cortona, etwas nördlich des Trasimenischen Sees. Für die Römer bot sich diese Stadt daher als Versorgungsstation an. Es ist nicht auszuschließen, dass Hannibal das bei seinem Vorgehen berücksichtigte.
Durch den intensiven Einsatz von Spähern war Hannibal über alle Truppenbewegungen seiner Gegner sowie das vor ihm liegende Terrain sehr gut informiert. Einen stark bewaldeten Höhenzug, der den Trasimenischen See vom Tiber trennte und dabei nur einen schmalen Uferstreifen für den Durchzug eines Heeres freiließ, nutzte er zur Vorbereitung eines Hinterhaltes: Hannibal versteckte sich mit seinem Heer entlang des nordöstlichen Ufers auf einer Breite von etwa zehn Kilometern in diesen Wäldern. Das ihm nacheilende Heer des Konsuls Gaius Flaminius schlug ein Nachtlager am nördlichen Ufer des Sees auf, da dies der einzig sinnvolle Weg nach der Versorgung in Cortona war, ohne dass Kundschafter die Umgebung auf feindliche Truppen durchsuchten. Der Konsul glaubte Hannibal weit vor sich, im direkten Vormarsch auf Rom.

## Die Schlacht

### Hannibals Falle

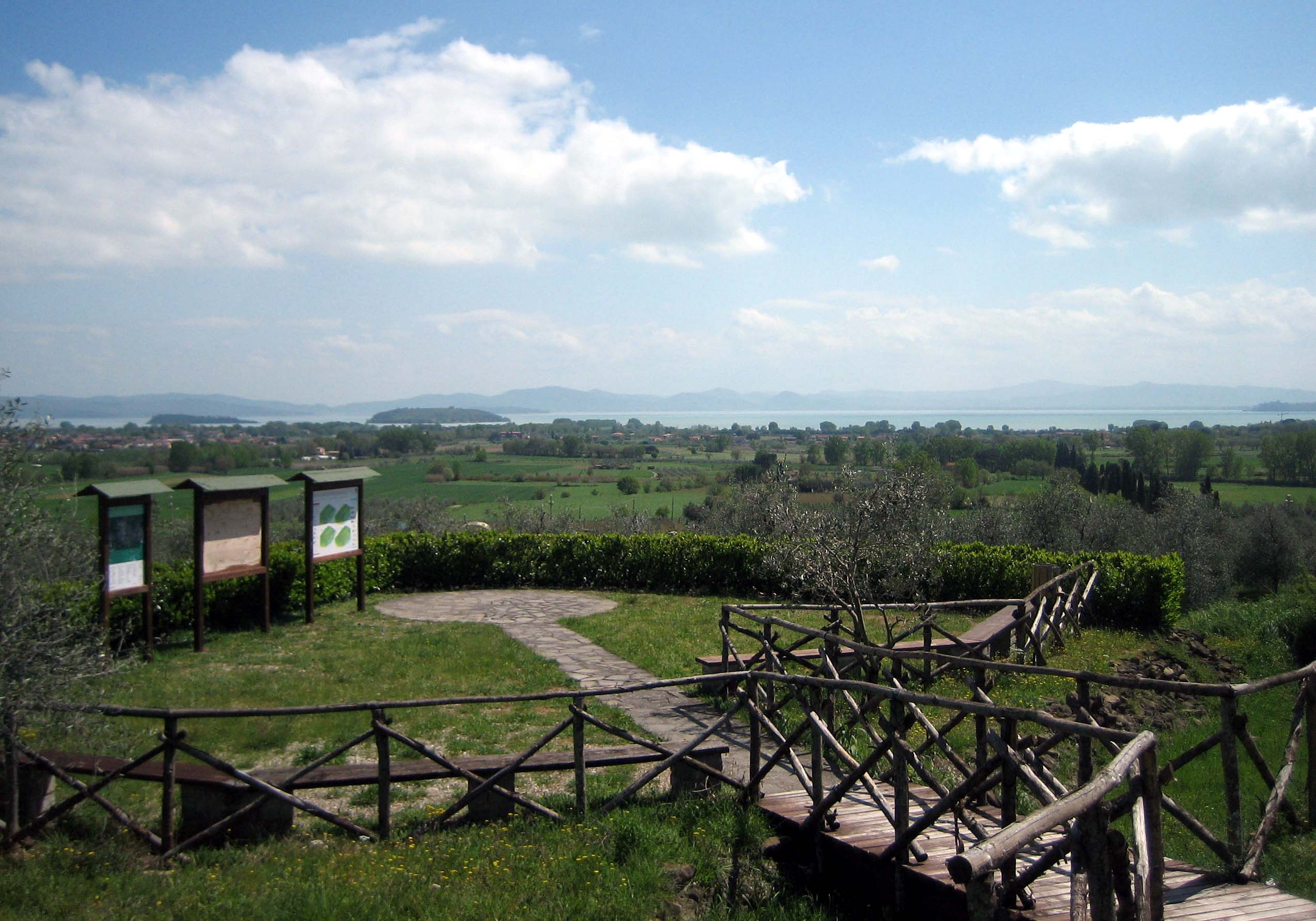
Das Gelände der Schlacht bei Tuoro

Am frühen Morgen brachen die Römer das Lager ab und machten sich auf den Weg Richtung Tiber. Sowohl Livius als auch Polybios – die Hauptquellen der Schlacht – behaupten, dass ungewöhnlich dichter Nebel über dem See lag und es den Offizieren unmöglich war, die marschierende Truppe im Auge zu behalten. Möglicherweise ist dies jedoch nur eine Zuschreibung der römischen Geschichtsschreibung, um das Desaster der kommenden Stunden zu entschuldigen.
In jedem Fall zwang der schmale Uferbereich die römischen Soldaten, hintereinander zu gehen; das hatte zur Folge, dass sich die Truppen über eine sehr lange Strecke verteilten. In den Wäldern über den römischen Truppen warteten Hannibals Leute, bis alle Römer auf dem Marsch entlang des Seeufers waren. Dann schlossen sie Zugang und Ausgang.
Von den Höhen stürzten sich die Truppen Hannibals auf die überraschten Römer. Das geschah gleichzeitig auf der gesamten Länge der Falle. Die römischen Offiziere, die laut Livius und Polybios durch den Nebel nicht erkennen konnten, was vor sich ging, gaben zu spät den Befehl zur Kampfbereitschaft: Die Truppen waren auf einen Marschtag eingerichtet und hielten die Waffen nicht griffbereit.
Der Römer merkte am Gebrüll, das sich an allen Seiten erhob, noch bevor er es deutlich sah, dass er umzingelt sei, und der Kampf begann vorn und in den Flanken früher, als dass die Schlachtreihe gehörig aufgestellt oder die Waffen zum Kampf gerüstet und die Schwerter gezückt werden konnten. ... Indes konnte vor Lärm und Getümmel weder Rat noch Befehl vernommen werden, und die [Römer] erkannten nicht nur ihre Feldzeichen, Reihen und ihren Platz nicht, sondern ihr Mut reichte auch kaum aus, die Waffen zu ergreifen und zur Schlacht zu rüsten, und manche wurden mehr unter ihrer Last als unter ihrem Schutz überwältigt. Und in so starkem Nebel taten die Ohren besseren Dienst als die Augen. Nach dem Gestöhn der Verwundeten, nach dem Laut der getroffenen Körper oder Waffen und nach dem Durcheinander von wildem und ängstlichem Geschrei wandten sich Gesicht und Augen umher.

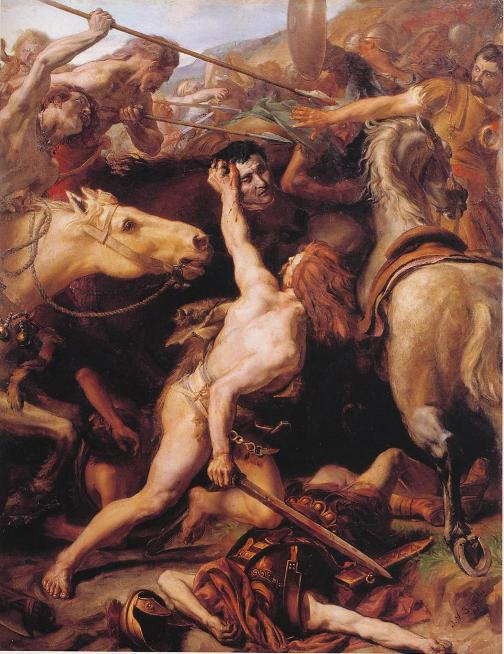
Joseph-Noël Sylvestres Darstellung vom Tod des Flaminius auf dem Schlachtfeld (1882)

So wurden viele Römer bereits in den ersten Minuten der Schlacht ohne Gegenwehr getötet. Andere Soldaten, die den ersten Ansturm überstanden hatten, flohen in den See. Polybios schreibt über sie:
Diejenigen, die zwischen Ufer und Hang überrascht wurden, starben in schamvoller und elender Weise; vom Ansturm in den See gezwungen versuchten einige in namenloser Angst trotz Rüstung zu schwimmen und versanken und ertranken; eine größere Anzahl floh soweit sie konnte in den See hinein und blieb erst stehen, als sie nur noch mit den Köpfen aus dem Wasser ragten. Und als die [karthagische] Reiterei den [römischen Soldaten] in den See folgte und diese den sicheren Tod vor Augen hatten, hoben sie ihre Hände, boten ihre Aufgabe an und flehten mit jeglichem erdenklichen Grund um Gnade und wurden letztlich doch vom Feind erledigt oder baten in einigen Fällen ihre Kameraden um die Gnade des Todesstoßes oder fügten ihn sich selbst zu.
Nur im vorderen Bereich der Falle konnte eine Vorhut von 6000 römischen Soldaten entkommen. Nachdem sie im Kampf am Seeufer nicht mehr benötigt wurde, setzte die karthagische Kavallerie unter Hauptmann Maharbal, die zuvor die Sperre am Ausgang der Falle gebildet hatte, den Fliehenden nach und nahm sie nach kurzer Zeit gefangen.
Als Konsul Servilius, der die andere römische Armee leitete, hörte, dass Konsul Flaminius in ein Gefecht verwickelt war – über die Größenordnung des Angriffs war er sich augenscheinlich nicht im Klaren – sandte er 4000 Reiter seiner eigenen Armee zur Unterstützung seines Amtskollegen aus. Diese Reiter wurden von Hauptmann Marhabal und seiner Kavallerie abgefangen und ebenfalls vernichtend geschlagen. 2000 römische Reiter starben, die restlichen 2000 Reiter wurden gefangen genommen.

### Die Verluste
Von den 25.000 Soldaten der Armee des Konsuls Flaminius starben 15.000; 6000 wurden gefangen und 4000 wurden auf der Flucht zerstreut. Damit war das Heer des Konsuls Flaminius, der selbst zu den Toten gehörte, komplett aufgerieben. Die Armee des Konsuls Servilius verlor ihren schlagkräftigsten Truppenteil, die komplette Kavallerie mit 4000 Mann, und war dadurch personell und taktisch schwer geschwächt.

## Politische Folgen

### Die Ziele Hannibals nach der Schlacht
Hannibal versuchte, die gewonnene Schlacht nicht nur militärisch, sondern auch politisch zu nutzen. Da er im Bereich der Verbündeten Roms agierte, bemühte er sich, sie auf seine Seite zu ziehen. Das geschah, indem Hannibal die Gefangenen aus Ländern, die zu Roms Verbündeten gehörten, ohne Lösegeldforderungen freiließ. Tatsächlich begann Rom, sich vor solchen abfallenden Bündnispartnern zu fürchten. Im weiteren Verlauf des Kriegszugs wurde aber deutlich, dass Hannibal selbst das Überlaufen von Roms Verbündeten verhinderte. Er zerstörte bei seinen weiteren Kriegszügen weiterhin die Felder und Höfe, um seinen Gegnern die Versorgung abzuschneiden. Da dies aber die Felder der Bündnispartner Roms betraf, waren diese ihm natürlich nicht besonders wohlgesonnen. Keine einzige Stadt in den betroffenen Gebieten Umbrien und Etrurien öffnete Hannibal freiwillig die Tore.

### Die Reaktion Roms auf die Niederlage
In Rom kam es bei der ersten Kunde von dieser Niederlage auf dem Forum unter ungeheurem Schrecken und Verwirrung zu einem Volksauflauf. Vornehme Frauen irrten durch die Straßen und fragten, wen sie trafen, nach der plötzlichen Unglücksbotschaft und nach dem Schicksal des Heeres. [...] Und obwohl sie von [Prätor Marcus Pomponius] nichts Bestimmteres zu hören bekamen, brachten sie doch – der eine vom anderen mit Gerüchten erfüllt – nach Hause: Der Konsul sei mit einem großen Teil der Truppen erschlagen, es seien nur wenige übrig, die entweder auf der Flucht allenthalben über Etrurien verstreut oder vom Feinde gefangen seien.
Angesichts der schweren Niederlage, die Rom am Trasimenischen See erlitten hatte, erklärte der römische Senat, die Republik befinde sich in einem Staatsnotstand. Ein Konsul war tot, der andere nicht erreichbar; die Hälfte des Römischen Heeres war vernichtet und der Feind bedrohte die Stadt Rom. Eine starke Führung schien nötig. Rom ernannte einen Alleinherrscher für die Dauer der Staatskrise. Dieses Amt, das von alters her für besondere Notlagen vorgesehen war, trug die Bezeichnung „Dictator“. Die Volksversammlung berief Quintus Fabius Maximus in dieses Amt, einen Mann, der ruhig und pflichtbewusst diese Aufgabe erfüllte (er wurde später als Quintus Fabius Maximus Cunctator bekannt, mit positiv gemeintem Zusatz, Cunctator = „der Abwägende“). Als erste Maßnahme ließ Fabius die Sibyllinischen Bücher konsultieren, gelobte Götteropfer für den Erfolg Roms, ordnete ein Bittfest an und ergriff darüber hinaus Vorsorgemaßnahmen für einen Angriff Hannibals auf den unmittelbaren Herrschaftsbereich Roms, indem er unbefestigte Städte evakuieren ließ, Brücken abbrach und Landstriche vorsorglich niederbrannte. Der Angriff Hannibals blieb jedoch aus. Hannibal zog weiterhin mit seinen Truppen durch Italien. Die nächste große Schlacht ereignete sich erst in Cannae im Jahre 216 v. Chr.
In der geschichtlichen Nachbetrachtung wird Fabius durchweg positiv beurteilt. Er verlieh dem Amt die notwendige Würde und Kraft und gab es am Ende der Staatskrise freiwillig zurück in die Hände des Senats – ein Idealist, der seine Machtfülle nutzte, aber nicht missbrauchte. Seinem besonnenen, verantwortungsbewussten Handeln verdankte dieses Amt seinen guten Ruf; dennoch sollte es etwa 130 Jahre später in der Person des Diktators Sulla mit zum Untergang der res publica (Republik) beitragen.
Die Ursache für den Untergang des römischen Heeres wurde indessen allein dem Verhalten des Flaminius zugeschrieben. Er sei übermütig gewesen und habe die Scheu vor den Gesetzen und der Würde des Senats und der Götter verloren, urteilte zwei Jahrhunderte später Livius, der in seiner Historie des Punischen Krieges auch beschreibt, wie Flaminius alle Anzeichen des nahenden Unglücks in seinem Kriegseifer übersieht. Weder das römische Feldzeichen, das sich nicht aus dem Boden lösen lässt (Aberglaube), als das römische Heer loszieht, noch das Zusammenbrechen des Reitpferdes von Flaminius hätten den römischen Feldherrn von seinem Vorhaben abgehalten. Die ihm nachgeordneten Heerführer dagegen seien mit dem Vorgehen des Flaminius nicht einverstanden gewesen und hätten darüber hinaus die Zeichen der Götter richtig gedeutet.
Dieses negative Bild geht aber im Wesentlichen auf die einseitige Beurteilung durch die Klasse seiner politischen Feinde zurück. Flaminius, der bereits als Volkstribun eine bewusst „plebejische“ Politik betrieben hatte, stand im Gegensatz zur römischen Nobilität und zu dem von ihr dominierten Senat. Besonders seine Siedlungspolitik mit dem „Ackergesetz“ (lex agraria) von 232 v. Chr., das eine Verteilung des von den Senonen annektierten Landes im Ager Gallicus an die Plebejer beförderte, hatte den Hass des Adels entfacht. Noch im Jahr 220 v. Chr. hatte Flaminius mit dem Bau der Konsularstraße Via Flaminia, die Rom bis in die Gegenwart als Staatsstraße 3 mit Fano und Rimini verbindet, dieses langfristig angelegte Projekt herausgestellt und gefördert. Mit seinem Tod wurde dieser gegenüber dem Senat eigenständigen Politik der Vermögensverteilung zugunsten der ärmeren Bevölkerung die Grundlage entzogen, was 70 Jahre nach der Lex Hortensia das endgültige Ende der Ständekämpfe bedeutete. Das römische Volk rückte im Angesicht der Bedrohung durch die Karthager enger zusammen und Flaminius’ Gegner nutzten die Gelegenheit zu einer Abrechnung mit dem ungeliebten Konsul, um ihm nicht nur die Schuld am Gallierkrieg seiner Siedlungspolitik wegen in die Schuhe zu schieben. Sie machten ihn darüber hinaus zum Alleinschuldigen für die Niederlage gegen Hannibal und konnten so von ihrem eigenen Versagen im Senat ablenken, Hannibal nicht schon frühzeitig bekämpft zu haben.

## Archäologischer Befund
Bei archäologischen Grabungen am Nordufer des Trasimenischen Sees nahe der Stadt Perugia in der Region Umbrien wurden Massengräber mit Waffen gefunden, die sich ins 3. Jahrhundert v. Chr. datieren lassen. Man fand auch Brandgräber, wie man sie auch vom Schlachtfeld von Cannae kennt, wo ein Jahr später die nächste verheerende Niederlage der Römer stattfand.
Der Verlauf des heutigen Seeufers entspricht nicht mehr dem Uferverlauf vor mehr als 2200 Jahren. Insbesondere durch das Anlegen eines Kanals im 15. Jahrhundert senkte sich der Wasserspiegel des Sees deutlich ab. Auf einer Weglänge von etwa drei Kilometern ist der Uferweg jedoch noch direkt von Hügeln begrenzt.